# Helsingforsbörsen
Helsingforsbörsen (finska: Helsingin Pörssi, engelska: The Helsinki Stock Exchange) är en börs i Helsingfors, Finland. Börsen är sedan den 3 september 2003 en del av OMX och har fått det officiella namnet OMX Helsinki. Efter att OMX  förvärvades av Nasdaq 2008 fick Helsingforsbörsen namnet Nasdaq OMX Helsinki, som i sin tur 2014 ändrades till Nasdaq Helsinki.